# Fugazi (Vietnam)
Fugazi ist ein US-amerikanischer Slangbegriff aus dem Vietnamkrieg. Fugazi war hier ein Backronym für „Fucked Up, Got Ambushed, Zipped In“. Sinngemäß ist „In der Scheiße sitzen, in einen Hinterhalt geraten, in einen Leichensack gesteckt werden“ gemeint (Zipped in bedeutet das Verschließen des Reißverschlusses des Leichensackes).
Das bezog sich auf aussichtslose oder extrem gefährliche Gefechtssituationen, in denen jeder amerikanische Soldat versuchen sollte, auf eigene Faust mit dem Leben davonzukommen. Gemeint waren vor allem Situationen, bei denen eine Einheit beim Marsch oder einer Patrouille im unübersichtlichen Dschungel in einen Hinterhalt des Vietcong geriet.

## Kunst
Der Begriff wurde 1984 von der Rockgruppe Marillion für das Album Fugazi sowie den Titelsong Fugazi verwendet. Der Song zählt einige Schnittpunkte des Lebens auf und erwähnt Religion, Umwelt, Kriege und Kapitalismus.
1987 nannte sich die Hardcore-Band Fugazi nach dem Begriff.